# Lex (cohete)
Lex fue un cohete sonda francés propulsado por combustible sólido desarrollado a principios de los años 1960 y fabricado por SNECMA. Fue lanzado ocho veces, con un fallo, entre el 25 de abril de 1964 y el 1 de noviembre de 1967, en misiones de prueba y meteorológicas.

## Especificaciones
- Apogeo: 130 km
- Empuje en despegue: 10 kN
- Masa total: 100 kg
- Diámetro: 0,16 m
- Longitud total: 3,4 m